# Aleksandrowice (Bielsko-Biała)

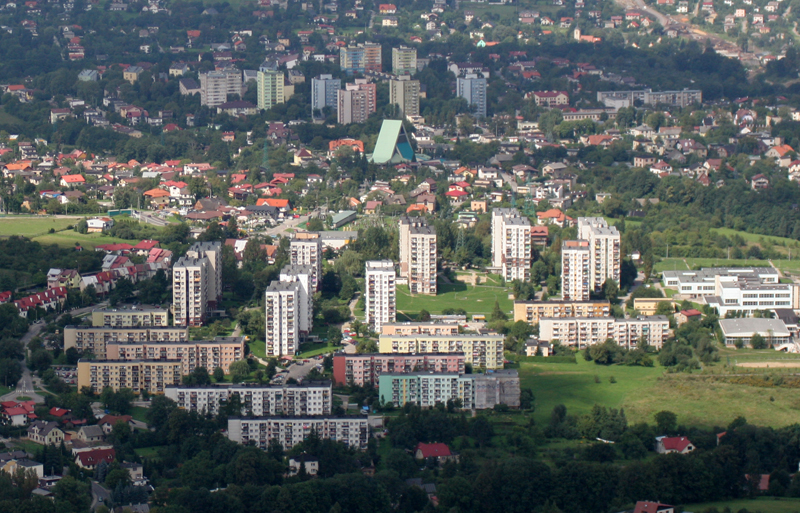
Überblick

Aleksandrowice (früher auch Aleksandrów; deutsch Alexanderfeld oder Alexanderdorf) ist ein Stadtteil (Osiedle) von Bielsko-Biała in der Woiwodschaft Schlesien in Polen.

## Geographie
Aleksandrowice liegt im Schlesischen Vorgebirge (Pogórze Śląskie), etwa 2 km westlich des Stadtzentrums.
Historisch hatte Aleksandrowice eine Fläche von etwa 521 ha. Der heutige Stadtteil hat 169,88 ha.

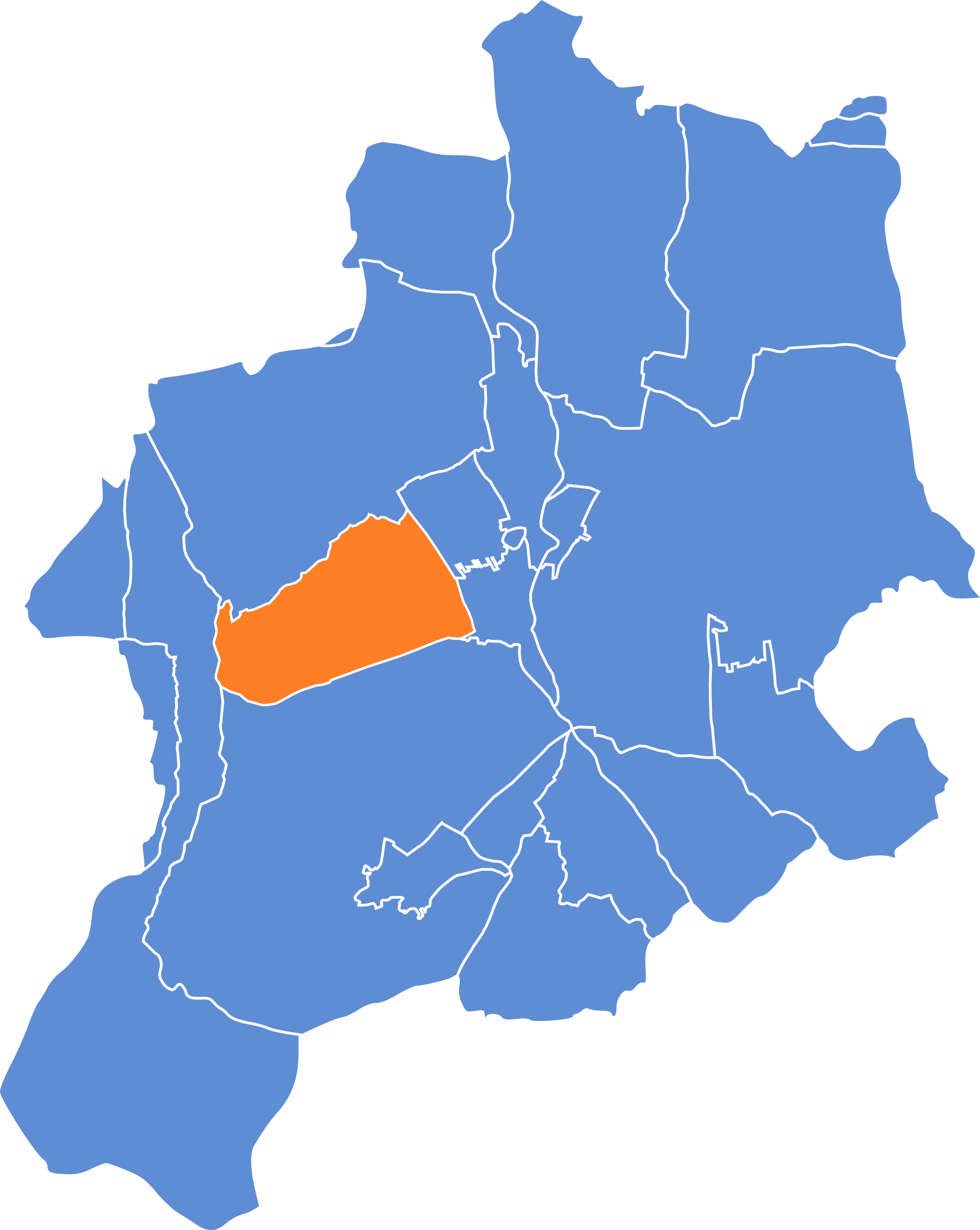
Historische Aleksandrowice (orange)
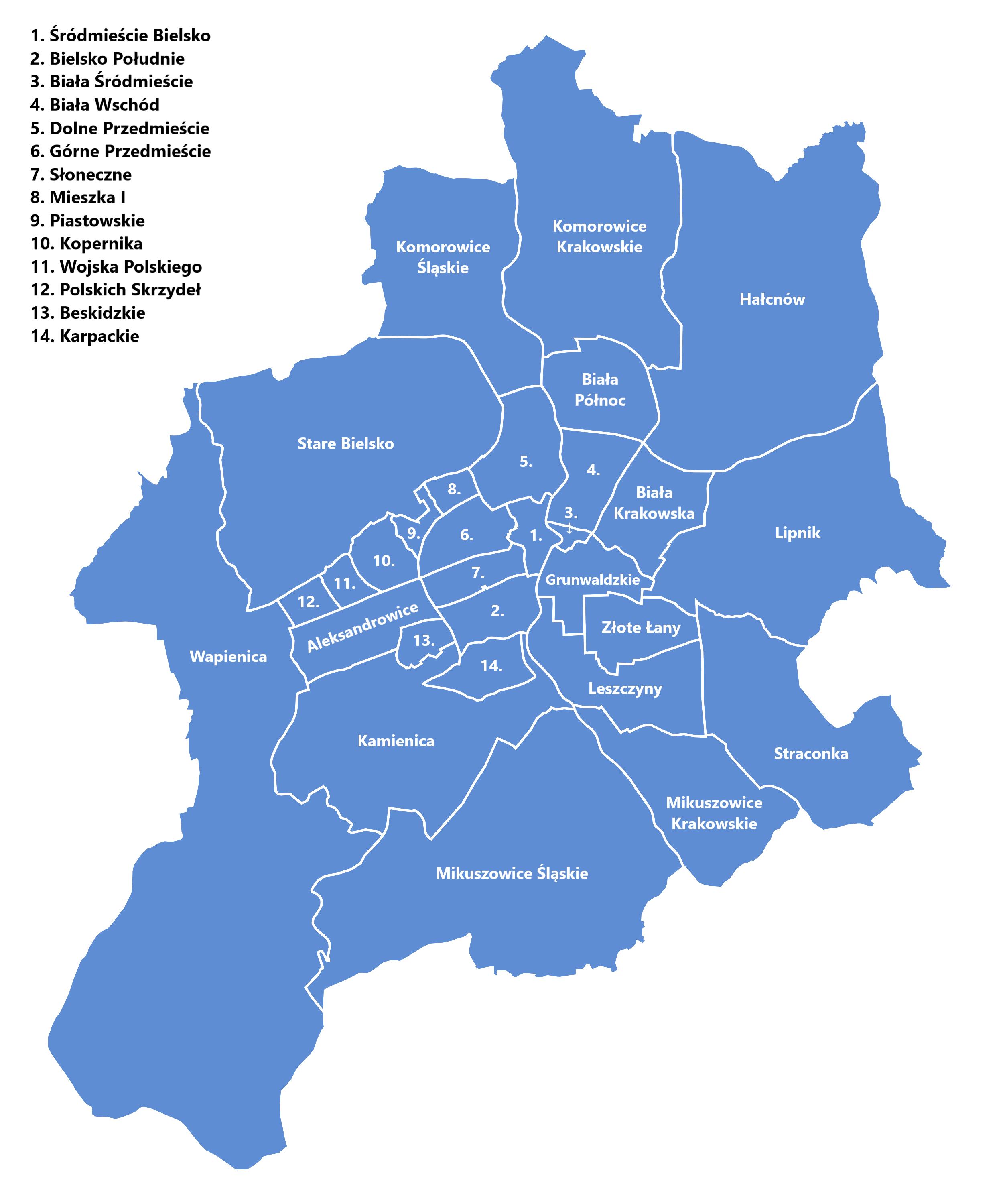
Heutige Stadtteile (Osiedla)

## Geschichte
Der Ort entstand nach Parzellierung des Vorwerks in Stare Bielsko (Alt-Bielitz) im späten 18. Jahrhundert. Der Name ist auf Aleksander Sułkowski zurückzuführen, den Sohn von Aleksander Józef Sułkowski und Herzog von Bielitz. Als selbständige Gemeinde in Österreichisch-Schlesien, Bezirk und Gerichtsbezirk Bielitz entstand es nach der Aufhebung der Patrimonialherrschaften in der Mitte des 19. Jahrhunderts. In den Jahren 1880 bis 1910 stieg die Einwohnerzahl von 1.797 im Jahre 1880 auf 2.426 im Jahre 1910, es waren überwiegend deutschsprachige (zwischen 77,3 % und 87,3 %), auch polnischsprachige (22,1 % im Jahre 1890) und tschechischsprachige (12 oder 0,6 % im Jahre 1890). Im Jahre 1910 waren 50,4 % evangelisch, 47,5 % römisch-katholisch, es gab 51 (2,1 %) Juden und 2 anderer Glaube. Es gehörte zur Bielitz-Bialaer Sprachinsel.
1920 nach dem Zusammenbruch der k.u.k. Monarchie und dem Ende des Polnisch-Tschechoslowakischen Grenzkriegs kam Alexanderfeld zu Polen. Aleksandrowice wurde 1938 mit der Stadt Bielsko (seit 1951 Bielsko-Biała) eingemeindet.

## Persönlichkeiten
- Rudolf Ernst Wiesner (1890–1973), ein deutscher Politiker (NSDAP)